# Synagoga w Görlitz
Synagoga w Görlitz (niem. Synagoge in Görlitz) – synagoga znajdująca się w Görlitz w Niemczech przy Otto-Müller-Straße, zbudowana w stylu neoklasycystycznym i secesyjnym, jej konstrukcja opiera się na szkielecie stalowo–betonowym. W części głównej mogła pomieścić 280 wiernych a w części dla kobiet 220. 

## Historia
Synagoga została zbudowana w latach 1909–1911 według projektu drezdeńskich architektów Williama Lossowa i Maxa Hansa Kühne. Podczas nocy kryształowej z 9 na 10 listopada 1938 roku, jako jedyna synagoga na terenie obecnej Saksonii została tylko lekko uszkodzona.
W 1963 roku budowla została zakupiona przez miasto Görlitz. W następnych latach pozostawiona bez opieki stopniowo popadła w ruinę. W 1988 roku umieszczono na niej tablicę ku czci żydowskich ofiar, zwłaszcza z okresu III Rzeszy. W 1991 roku synagoga została zabezpieczona na podstawie decyzji saskiego landtagu i rady miejskiej Görlitz. W najbliższych latach planuje się wykorzystać budynek synagogi na cele kulturalne. Organy z synagogi zostały przeniesione do kościoła św. Bonifacego w Zgorzelcu.